# Pilský rybníček
Pilský rybníček je malý rybník, který se nachází v okrese Brno-venkov mezi obcemi Synalov a Strhaře. Je chráněn jako přírodní památka.

## Popis
Na západním břehu je les, zatímco na východním břehu je jen řada stromů a za ní silnice z Lomnice do Bedřichova.

## Vodní režim
Rybníčkem protéká náhon od potoka Besénku, jenž je přítokem Svratky.

## Přírodní památka
Přírodní památka Pilský rybníček zahrnuje plochu rybníčku a jeho bezprostřední okolí severně a jižně od vodní nádrže. Celková rozloha přírodní památky činí 0,3004 ha. Důvodem ochrany je ojedinělá lokalita rozmnožování vzácných a chráněných druhů obojživelníků.